# Sinfônica Heliópolis
A Sinfônica Heliópolis nasceu em 1996 com um grupo de 36 alunos da comunidade de Vila Heliópolis, na cidade de São Paulo. Em 2004, o sonho de se formar uma orquestra sinfônica foi colocado em prática pela direção do Instituto Baccarelli. Nasceu assim, a Sinfônica Heliópolis, com um projeto ampliado, que abriu vagas para estudantes de música de todo o Brasil, e proporcionou uma maior diversidade cultural e uma maneira mais plena de praticar a inclusão social. Atualmente a Orquestra é composta por 68 músicos.

## Trajetória

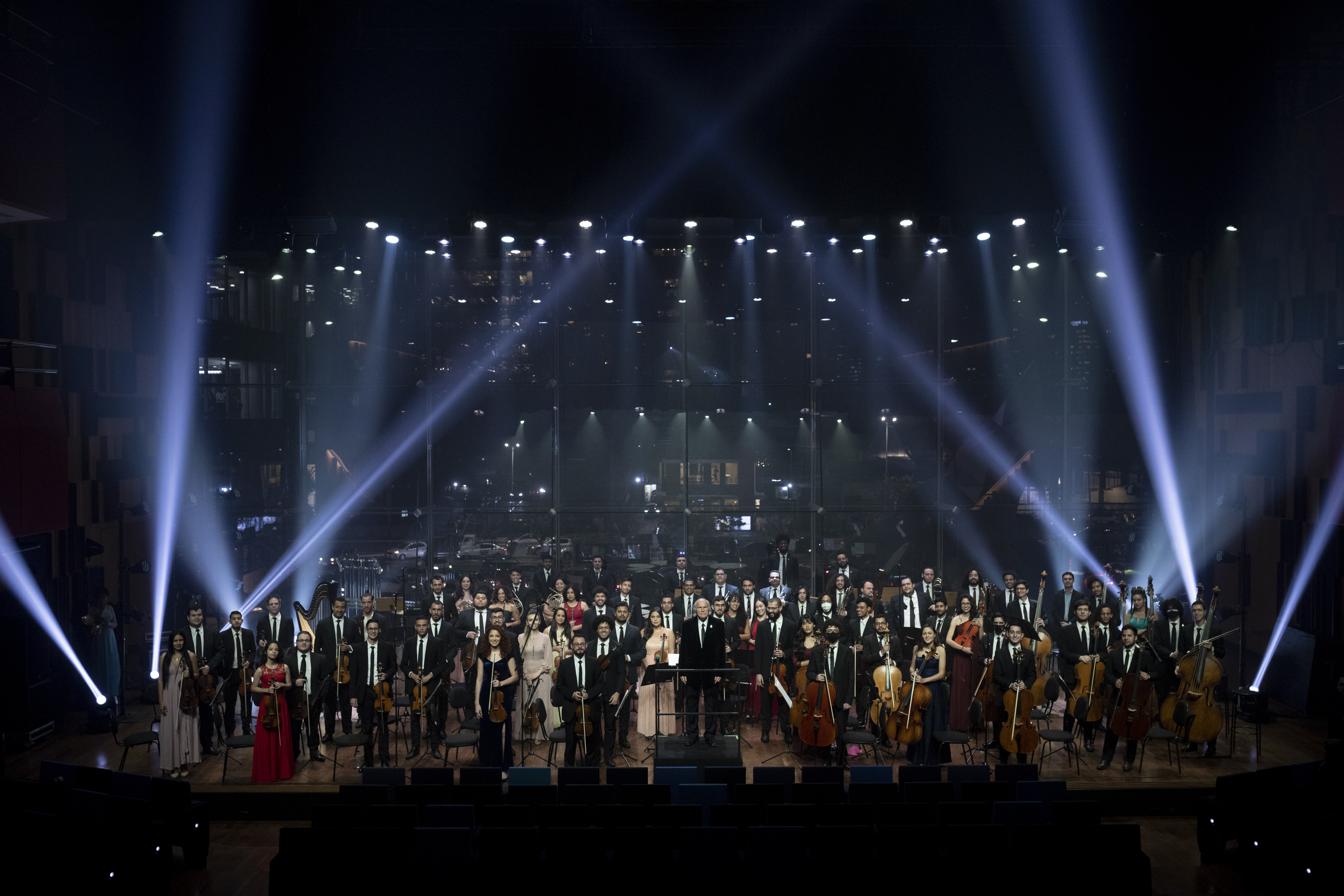
Concerto da Orquestra Sinfônica Heliópolis sob regência do maestro Isaac Karabtchevsky.

Fundada pelo Instituto Baccarelli, a Orquestra Sinfônica Heliópolis é o grupo artístico mais avançado do Instituto e um dos mais importantes grupos jovens do país, sendo atualmente composta por músicos de excelência comprovada. A Orquestra Sinfônica Heliópolis tem como patrono o maestro indiano Zubin Mehta e tem direção artística e regência titular do maestro Isaac Karabtchevsky. Além disso, conta com o maestro Edilson Venturelli como regente adjunto, e Paulo Galvão como regente assistente.
A Sinfônica Heliópolis é a primeira orquestra do mundo a surgir em uma favela e já realizou concertos com grandes nomes da música como Arnaldo Cohen, Zizi Possi, Leila Pinheiro, Edu Lobo, Ivan Lins, Spok, Beth Carvalho, Mariana Aidar, Tulipa Ruiz, Wilson Simoninha, Dominik Hellsberg, Marcelo Bratke, Helga Nemetik, Di Ferrero, Vanessa Jackson, Péricles, Luciana Mello, Criolo, Mano Brown, Luiz Melodia, Rappin Hood, Mike Patton e Faith no More, entre outros. Além de participação em apresentações especiais como eFestival Instrumental, a visita do Papa Bento XVI, o Programa Criança Esperança*, Programa Jô Soares*, Central da Periferia e Estação Globo, e, 2023, uma das atrações do festival The Town* ao lado do grupo Racionais MCs.

## Patrocínio
Um grande incentivador das ações do Instituto é o empresário Antônio Ermírio de Morais, o qual escreveu uma peça contando a história do Instituto e da orquestra, o Acorda Brasil. Segundo o empresário, o trabalho realizado pelo Instituto é uma alternativa na formação de jovens e crianças.
Para a manutenção das atividades oferecidas em Heliópolis, Instituto Baccarelli conta, em 2023, com os seguintes patrocinadores, distribuídos nas categorias Master: Unilever, B3, Instituto Cultural Vale; Ouro: Instituto CCR, Instituto Votorantim; Prata: Zurich Seguros, Kinea Investimentos, Klabin, BTG Pactual, Pfixer, Pró-Vida Central Geral do Dízimo; Bronze: Ultra, Bradesco, Bain & Company, EMS, Alelo, Eletrobras Furnas e Banco BV.